# Polska Akcja Niepodległościowa
Polska Akcja Niepodległościowa (PAN) – polska organizacja konspiracyjna o charakterze socjalistycznym, działająca od końca 1939 roku do początku marca 1940 roku w Toruniu.
Została utworzona pod koniec 1939 roku w Toruniu z inicjatywy przedwojennych działaczy socjalistycznych i demokratycznych, głównie byłych powstańców wielkopolskich z Torunia (między innymi Jana Dzięgielewskiego, Medarda Gola, Józefa Masnego, Jerzego Makowskiego i Bolesława Czarnockiego). Zgodnie z tradycją Polskiej Partii Socjalistycznej organizacja dzieliła się na piątki konspiracyjne. Program polityczny zawierał wizję przyszłej Polski jako socjalistycznej republiki parlamentarnej. Prowadzono działalność głównie w zakresie propagandy (nasłuch radiowy i wydawanie podziemnej prasy) i samoobrony. Wkrótce po powstaniu nawiązano kontakty z inną toruńską organizacją Batalion Śmierci za Wolność w celu prowadzenia tajnego nauczania. 6 marca 1940 r. Niemcy aresztowali kierownictwo PAN, a w następnych dniach dalszych członków, rozbijając ją.